# Sharbat Gula

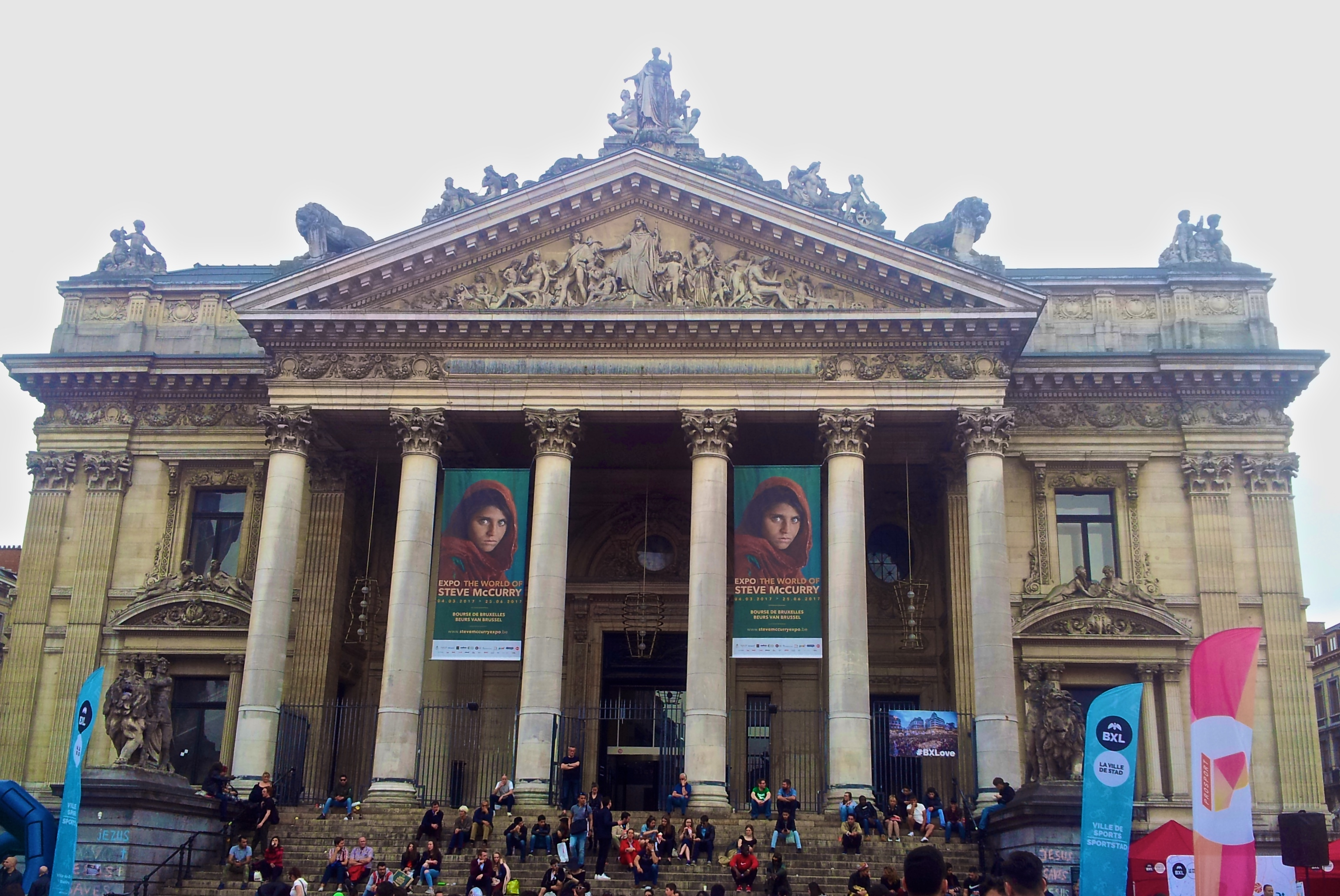
La fotografía de Sharbat Gula, utilizada para promocionar una exposición sobre el trabajo del fotógrafo Steve McCurry en Bruselas, 2017.

Sharbat Gula (en pashto: شربت گلا, c. 1972) es una mujer afgana de la etnia pashtún que se hizo famosa por su fotografía tomada por Steve McCurry durante la Guerra de Afganistán, cuando Gula, con 12 años de edad, se encontraba en el campo de refugiados de Nasir Bagh en Pakistán. La fotografía se hizo famosa cuando fue publicada en la portada de la revista National Geographic en junio de 1985. La identidad de Gula era desconocida hasta 2002, cuando su paradero fue verificado y fue fotografiada nuevamente.

## La niña adulta
El mismo hombre que la fotografió, Steve McCurry, la encontró de manera poco común, puesto que no se volvía a ver con casi ninguna persona fotografiada, después de dieciocho años. El fotógrafo realizó numerosos viajes a la zona hasta que, en enero de 2002, encontró a la niña convertida en una mujer de treinta años y pudo saber su nombre. Sharbat Gula vive en una aldea remota de Afganistán, es una mujer tradicional pashtún, casada y madre de tres hijas más una cuarta que murió cuando era pequeña. Su marido, con quien se casó a los trece años, poco después de su famosa fotografía, se llama Rahmat Gul y sus tres hijas Robina, Zahida y Alia. Sharbat volvió a Afganistán en 1992. Nadie la había vuelto a fotografiar hasta que se reencontró con McCurry y no sabía que su cara se había hecho famosa. La identidad de la mujer fue confirmada al 99,9 % mediante una tecnología de reconocimiento facial del FBI y la comparación de los iris de ambas fotografías.
Su historia fue contada en la edición de abril de 2002 de la revista y en un documental para televisión titulado Niña desaparecida: misterio resuelto (que después fue comercializado en DVD con los nombres de En busca de la joven afgana y En busca de la muchacha afgana). La sociedad que publica la revista creó en su honor una organización caritativa llamada Afghan Girls Fund, que ayudaba al desarrollo y creación de oportunidades educativas para las niñas y mujeres afganas. En 2008, este proyecto creció para ayudar también a niños y pasó a llamarse Afghan Children's Fund. Su esposo y su hija mayor murieron de hepatitis.
En noviembre de 2016 fue de nuevo noticia, tras haber sido detenida en Pakistán con documentación falsa, y por tanto, residir ilegalmente en el país. Fue deportada junto a sus cuatro hijos.
En noviembre de 2021, tras la caída de Kabul a manos de los talibanes, Gula recibió asilo en Italia.